# Arnold Billwiller
Arnold Billwiller (* 30. August 1850 in St. Gallen; † 9. Januar 1928 ebenda, reformiert, heimatberechtigt in St. Gallen) war ein Schweizer Brauereiunternehmer. 

## Leben
Arnold Billwiller wurde am 30. August 1850 in St. Gallen als Sohn des Bierbrauers und Wirts David Billwiller geboren.  Nach Absolvierung einer Brauerlehre übernahm Arnold Billwiller von seinem Vater im Jahr 1878 die Bierbrauerei zum Schützengarten, deren Leitung er bis zu seinem Tod innehatte. Unter seiner Führung entwickelte sich der Schützengarten vom Kleinbetrieb zur modernen Grossbrauerei.
Daneben errichtete Billwiller Stiftungen zur Personalfürsorge sowie zur Unterstützung sozialer und kultureller Zwecke. Überdies gehörte er zwischen 1888 und 1897 dem St. Galler Bürgerrat an. 
Arnold Billwiller heiratete in erster Ehe 1877 Rosa, die Tochter des Friedrich Gnägi, in zweiter Ehe 1888 Anna Julie, die Tochter des Kaufmanns und Vizepräsidenten des Kaufmännischen Direktoriums St. Gallen Christoph Otto Sand. Er verstarb am 9. Januar 1928 wenige Monate nach Vollendung seines 77. Lebensjahres in St. Gallen.